# NGC 4964
NGC 4964 is een lensvormig sterrenstelsel in het sterrenbeeld Grote Beer. Het hemelobject werd op 14 april 1789 ontdekt door de Duits-Britse astronoom William Herschel.

## Synoniemen
- UGC 8184
- MCG 9-22-7
- ZWG 294.11
- KARA 571
- PGC 45278